# Charadranaetes durandii
Charadranaetes durandii là một loài thực vật có hoa trong họ Cúc. Loài này được (Klatt) Janovec & H.Rob. mô tả khoa học đầu tiên năm 1997.